# Cinéma philippin

Le cinéma philippin désigne la production cinématographique des Philippines, qui remonte aux premiers jours de l'invention du cinéma, lorsqu'en 1897 un propriétaire de théâtre appelé Pertierra projeta des « images animées » importées.

## Histoire

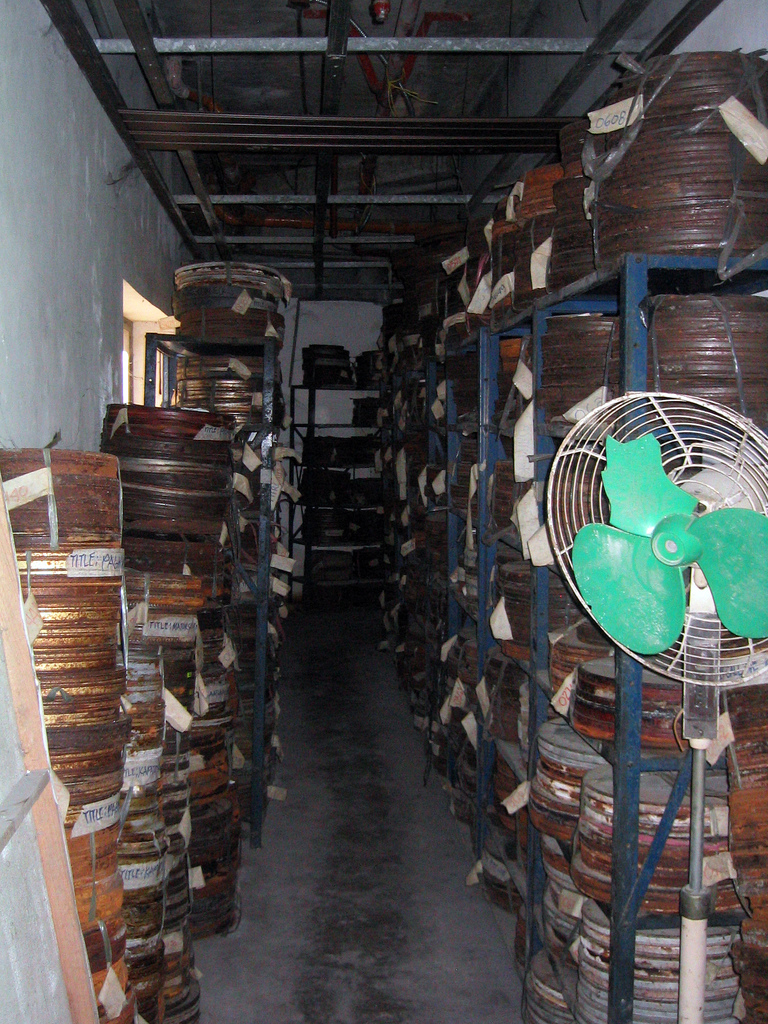
Le musée du film philippin.

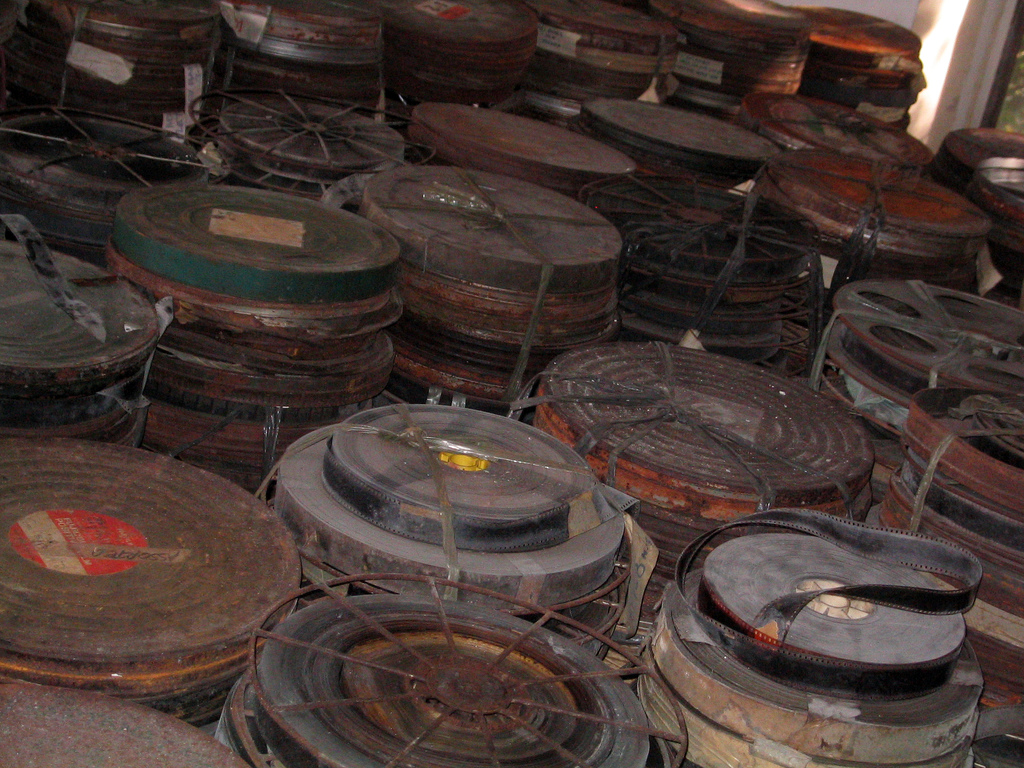
Le musée du film philippin.

### Avant-Guerre
Le premier film produit par un philippin est Dalagang Bukid de Jose Nepomuceno, en 1919.
Le premier film parlant en Tagalog est Ang Aswang en 1930.
Beaucoup de films de cette époque ont été perdus. L'un des seuls à avoir été retrouvé est Zamboanga (film) (en) (1937) de Eduardo de Castro avec Fernando Poe Sr. (en) et Rosa del Rosario (en), qui avait bénéficié d'une production américaine et qui était destiné à un marché international.

### Seconde Guerre Mondiale
Pendant l'occupation japonaise, entre 1942 et 1945, plusieurs réalisateurs philippins furent obligés de diriger des films de propagande.

### Les années 1950
Les années 1950, considérées comme le premier âge d'or du cinéma philippin, est l'époque où des films philippins sont exportés pour la première fois autour du monde. Parmi les plus célèbres on peut nommer :
- Genghis Khan en 1951, par Manuel Conde ;
- Korea en 1952, par Lamberto Avellana ;
- Anak Dalita en 1956, par Lamberto Avellana ;
- Badjao en 1957, par Lamberto Avellana ;
- Biyaya ng Lupa en 1959, par Manuel Silos.

### Les années 1960
La période des années 1960 est caractérisée par les films bomba, qui sont principalement des remakes de James Bond ou d'autres succès occidentaux.

### Les années 1970 et début des années 1980
Les années 1970 et le début des années 1980 constituent le second âge d'or du cinéma philippin, avec des réalisateurs d'avant-garde. Parmi les films les plus célèbres on peut citer :
- Stardoom en 1971, par Lino Brocka ;
- Pagdating sa Dulo en 1971, par Ishmael Bernal ;
- Tinimbang ka ngunit kulang en 1974, par Lino Brocka ;
- Banaue en 1975, par Gerardo de Leon ;
- Manille (Maynila: sa mga kuko ng liwanag) en 1975, par Lino Brocka ;
- Itim, les rites de mai en 1976, par Mike De Leon ;
- Himala en 1981, par Ishmael Bernal ;
- Batch '81 en 1982, par Mike De Leon ;
- Oro, Plata, Mata en 1982, par Peque Gallaga ;
- Moral en 1982, par Marilou Diaz-Abaya ;
- Karnal en 1983, par Marilou Diaz-Abaya.

À côté de l'avant-garde, les Philippines ont une tradition de cinéma populaire qui fait que ce fut à une époque le troisième producteur mondial de films (derrière l'Inde et les États-Unis) avec près de 300 films par an. À ce sujet, il faut citer la naissance d'un mouvement de productions de séries Z avec de faibles budgets, qui souhaitaient imiter les films d'action américains, et qui eurent une diffusion internationale avant de s'éteindre avec les années 1990. Teddy Page, aujourd'hui célébré par Nanarland, en faisait partie.

### Fin des années 1980 et années 1990
En 1993, la chaîne de télévision ABS-CBN se lance dans la production cinématographique. Les studios Star Cinema produisent en coopération avec Regal Films Ronquillo: Tubong Cavite, Laking Tondo.

### 2000à aujourd'hui

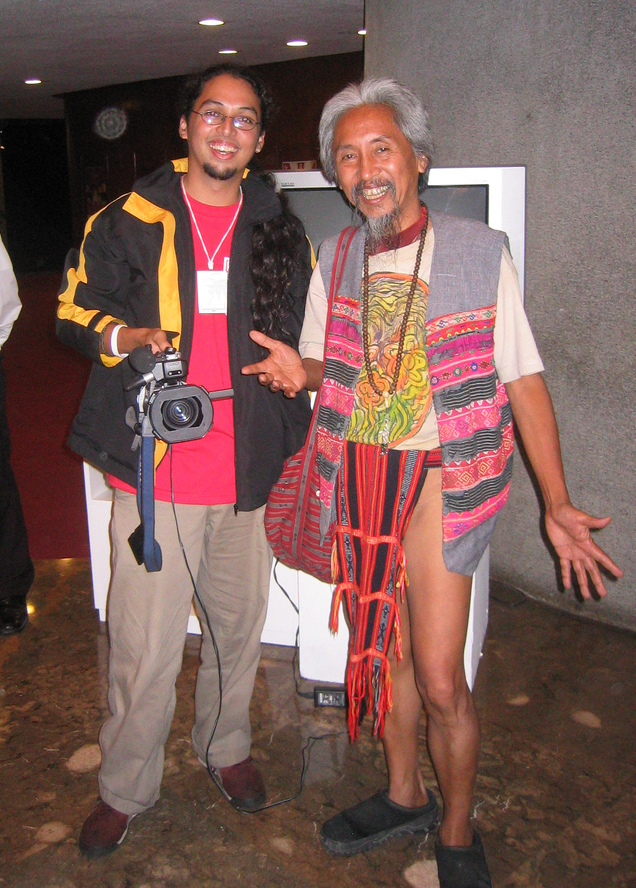
Kidlat Tahimik, l'enfant terrible du cinéma philippin (à droite, sans pantalon) et son fils Kidlat Tahimik, réalisateur de documentaires.

La réalisation en numérique relance la vague de production de films philippins. Parmi les films :
- Ang Pagdadalaga ni Maximo Oliveros en 2005, par Auraeus Solito ;
- Ilusyon en 2005, par Paolo Villaluna ;
- Sa North Diversion Road en 2005, par Dennis Marasigan ;
- Todo Todo Teros en 2006, par John Torres ;
- 100 en 2008, par Chris Martinez ;
- Mondomanila en 2008, par Khavn De La Cruz;
- Lola en 2010 par Brillante Mendoza;
- Alpha, The Right To Kill en 2018 par Brillante Mendoza.
- Halte en 2019 par Lav Diaz[4]